# Ministerium für Bauwesen der Volksrepublik China

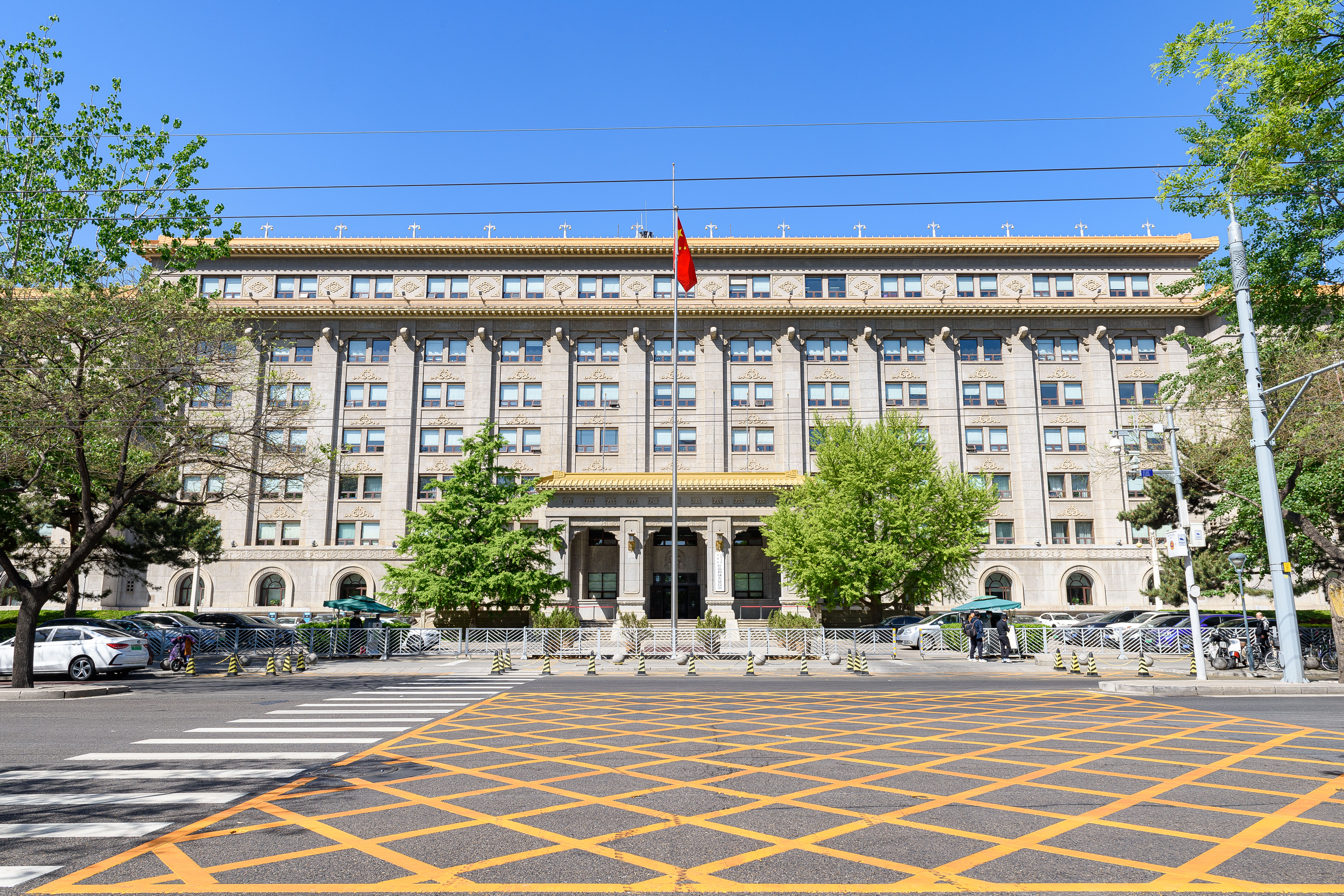
Ministerium für Bauwesen der Volksrepublik China

Das Ministerium für Bauwesen der Volksrepublik China (中华人民共和国住房和城乡建设部, englisch Ministry of Housing and Urban-Rural Construction of the People's Republic of China – „Ministerium für Wohnungswesen und Städtebau der Volksrepublik China“) ist ein Ministerium der Regierung der Volksrepublik China. Das Ministerium hat die Aufgabe, sich um Wohnungswesen, Städtebau und die Errichtung von Infrastruktur zu kümmern. Es wurde 1988 gegründet und hat seinen Sitz in der Stadt Peking.
Zu seinen Aufgabenbereichen gehört auch die Kontrolle der Guojiaji Fengjing Mingshengqu (国家级风景名胜区, englisch National-Level Scenic and Historic Interest Area; vgl. Nationalparks in der Volksrepublik China). 

## Liste der Minister
1. Lin Hanxiong (林汉雄)
2. Hou Jie (侯捷)
3. Yu Zhengsheng (俞正声): 1998–2001
4. Wang Guangtao (汪光焘): 2001-März 2008
5. Jiang Weixin (姜伟新): März 2008-Juni 2014
6. Chen Zhenggao (陈政高): Juni 2014-Juni 2017
7. Wang Menghui (王蒙徽): Juni 2017-Juni 2022
8. Ni Hong (倪虹): seit Juni 2022[1][2]